# Districtul El Milia
El Milia este un district din provincia Jijel, Algeria.